# Rubus kelloggii
Rubus kelloggii är en rosväxtart som beskrevs av Liberty Hyde Bailey. Rubus kelloggii ingår i släktet rubusar, och familjen rosväxter. Inga underarter finns listade i Catalogue of Life.